# Німецька вулиця (Дніпро)
Німецька вулиця — головна вулиця Рибальського (Фішерсдорф) у Самарському районі Дніпра.
Бере початок від північного краю селища та йде на південь вздовж лівого берега Самари, минає південний край Рибальського, Рибальський кар'єр, й закінчується на північній межі Старої Ігрені та біля з'їзду з Усть-Самарського мосту.
Довжина вулиці — 4,4 км.

## Перехрестя
- вулиця Миколи Арсенича
- вулиця Наставників
- вулиця Сачанівська
- Самарський автомобільний міст
- Пальмова вулиця
- Пушкарська вулиця
- Усть-Самарський міст
- Гаванська вулиця

## Будівлі
- № 24 — поштове відділення 49117;
- № 53 — Пам'ятник воїнам визволителям
- № 53 — Бібліотека — філія №14 Дніпровської міської бібліотеки[1][2];
- № 120 — магазин «Самарський»
- № 121 — Шкільний парк
- № 156 — магазин «Велике пузо»
- № 253 — Рибальський кар'єр
- № 283б — Промспецбуд